# Большаковка (посёлок)
Большаковка — посёлок в Любинском районе Омской области. Административный центр Большаковского сельского поселения.

## История
Основан в 1896 г. В 1928 г. посёлок Большаковский состоял из 51 хозяйства, основное население — поляки. В составе Больше-Могильного сельсовета Любинского района Омского округа Сибирского края.

## Население
| 2010 |
| ---- |
| 780  |